# 장검 나들목
장검 나들목(Janggeom IC)은 울산광역시 울주군 범서읍 굴화리에 설치된 울산고속도로의 3번 나들목이다. 2008년 12월 29일 울산 나들목의 교통혼잡을 완화하기 위해 신설 개통되었다. 나들목 명칭은 인근 장검마을 지명인 장검에서 유래하였다.

## 연혁
- 2008년 12월 29일 : 나들목 개통과 함께 영업 개시
- 2017년 7월 18일 : 언양방향 울산역 방면 진출로 개통[1]
- 2018년 2월 5일 : 범서방향 진입로 개통[2]

## 구조물 정보
- 위치 : 울산광역시 울주군 범서읍 굴화리

## 접속하는 도로
- 장검길
- 백천2길